# Plaisance (Haiti)
Plaisance, in creolo haitiano Plezans, è un comune di Haiti, capoluogo dell'arrondissement omonimo nel dipartimento del Nord.